# Biopsyche apicalis
Biopsyche apicalis är en fjärilsart som beskrevs av George Francis Hampson 1904. Biopsyche apicalis ingår i släktet Biopsyche och familjen säckspinnare. Inga underarter finns listade i Catalogue of Life.